# کمرشکن (فیلم)
کمرشکن فیلمی است به کارگردانی ابراهیم مرادی و محصول سال ۱۳۳۰ می‌باشد.

## خلاصه داستان
جمشید کمرشکن که از قدرت زیادی برخوردار است در جریان حوادثی قرار می‌گیرد و با گروهی تبهکار درگیر می‌شود. جمشید کمرشکن با استفاده از قدرت آن‌ها را سرکوب و به پلیس تسلیمشان می‌کند.